# Reinhard Strecker (Aktivist)

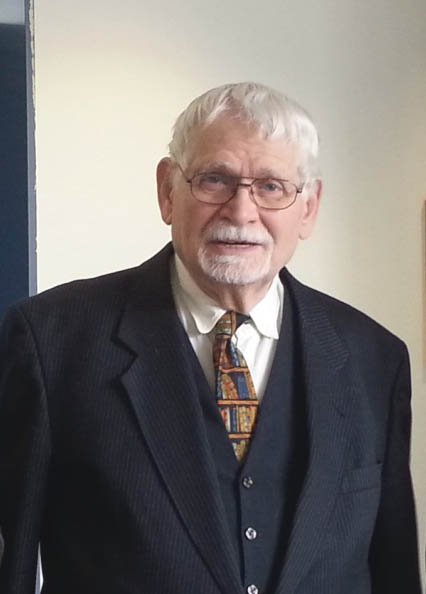
Reinhard Strecker vor Erhalt des Bundesverdienstkreuzes am 24. August 2015 zur Würdigung und als Anerkennung seiner Verdienste um die Aufarbeitung der NS-Vergangenheit

Reinhard Strecker (* 8. September 1930 in Zehden an der Oder) ist ein deutscher politischer Aktivist, Mitglied der SPD und des einstigen SDS, Publizist und Hauptorganisator der studentischen Ausstellung Ungesühnte Nazijustiz Ende der 1950er- bis Anfang der 1960er-Jahre. Diese Ausstellung begleiteten politische Aktionen, die im In- und Ausland eine umfassende Berichterstattung auslösten und tiefgreifende justiz- und personalpolitische Debatten auf Bundes- und Landesebene anstießen.

## Familie
Reinhard Strecker entstammt einer Juristenfamilie. Der Großvater Otto Strecker arbeitete am BGB mit. Vater Walther Strecker (* 1890) war in den 1930er und 1940er Jahren Kammergerichtsrat in Berlin.

## Leben und Ausbildung
Reinhard Strecker wurde im September 1930 in Zehden (Oder) geboren und wuchs u. a. in Celle auf. Er erwarb in Paris die Hochschulreife (Baccalauréat universitaire) an der École internationale des langues orientales (EILO). Im Jahr 1954 kehrte er nach Deutschland zurück und begann an der Freien Universität Berlin das Studium der indogermanischen Sprachen. Neben dem Studium war er als wissenschaftliche Hilfskraft von Jacob Taubes tätig. 1957 gehörte Strecker zu den Gründungsmitgliedern der Deutsch-Israelischen Studiengruppe an der Freien Universität Berlin. Später arbeitete Strecker für das Berliner Goethe-Institut. Er lebt heute in Berlin-Friedenau.

## Politisches Wirken

### Ausstellung 1959 bis 1962
Reinhard Strecker war Initiator der „Aktion Ungesühnte Nazijustiz“ des SDS und der Ausstellung Ungesühnte Nazijustiz. In Zusammenarbeit mit politischen Jugendgruppen und Studentenverbänden – u. a. dem Sozialistischen Deutschen Studentenbund (SDS), dem Liberalen Studentenbund Deutschlands (LSD), der Evangelischen Studentengemeinde (ESG) – erstellte er mit fotografischen Kopien nationalsozialistischer Sondergerichtsakten eine Wanderausstellung, die in den Jahren 1959 bis 1962 an zehn Hochschulstandorten in Westdeutschland und West-Berlin gezeigt wurde, erstmals am 27. November 1959 in Karlsruhe, dem Sitz des Bundesverfassungsgerichts. Nach ihrer Premiere in Karlsruhe wanderte die Ausstellung „Ungesühnte Nazijustiz“ nach West-Berlin, wo sie vom 23. Februar 1960 bis zum 7. März 1960 in der Galerie Springer am Kurfürstendamm im Stadtbezirk Charlottenburg zu sehen war. An beide Ausstellungen, die Karlsruher von 1959 und die Berliner von 1960, wurde 60 Jahre später auch von offizieller Seite erinnert (siehe Auszeichnungen und Würdigungen).
Auf dem Ausstellungsmaterial basierende Ausstellungen wurden anschließend an die Berliner Schau in Leiden, Amsterdam, Utrecht und Oxford durchgeführt, zudem wurden auf Einladung eines von Barbara Castle und Sydney Silverman initiierten All-Party Committees im Frühjahr 1960 Übersetzungen des Materials im House of Commons, dem Britischen Unterhaus, den Abgeordneten präsentiert.

### Petition
Im Rahmen der Vorbereitungen initiierte Strecker zwei Petitionen an den Deutschen Bundestag, in denen die mangelhafte juristische Aufarbeitung der nationalsozialistischen Medizinverbrechen und Justizverbrechen sowie die Weiterbeschäftigung der an den Verbrechen beteiligten Mediziner und Justizjuristen kritisiert wurde. 1958 verabschiedete und unterstützte der Allgemeine Studentenausschuss (AStA) der Freien Universität Berlin die Petition.

### Strafanzeige gegen ehemalige NS-Richter
Im Januar 1960 erstattete Strecker gemeinsam mit Wolfgang Koppel im Auftrag des SDS-Bundesvorstandes Strafanzeige gegen 43 wiederamtierende ehemalige NS-Richter wegen des Verdachts auf Rechtsbeugung in Tateinheit mit Totschlag. Über diese Aktionen wurde in der lokalen, nationalen und internationalen Presse umfassend berichtet. Zahlreiche Staatsanwaltschaften im gesamten Bundesgebiet nahmen die Ermittlungen gegen amtierende Justizjuristen auf und der Bundestagsrechtsausschuss debattierte basierend auf den von Strecker vorgelegten Aktenkopien die Neufassung von §116 Deutsches Richtergesetz (DRiG), das die vorzeitige Pensionierung politisch belasteter Richter ermöglichen sollte.

### Dokumente zu Hans Globke
In einer gedruckten Sammlung von Dokumenten präsentierte Strecker im Jahr 1961 Aktenauszüge, die die Funktion des damaligen Kanzleramts-Chefs Hans Globke als Jurist im NS-Staatsdienst belegten. Die Akten zeigten beispielsweise, dass Globke an der 11. Verordnung zum Reichsbürgergesetz mitwirkte, durch die das Vermögen von in den Osten deportierten Juden ans Deutsche Reich fiel. Globke klagte gegen die Veröffentlichung des Buches und erreichte, dass nach der ersten keine weitere Auflage gedruckt wurde. Inzwischen ist das Buch vergriffen. Der Bundesnachrichtendienst hatte sich zuvor von Streckers Planungen berichten lassen durch seinen Informanten Eckart Heinze. Seit Januar 2021 ist allerdings eine historische Kopie der Originalausgabe aus dem Rütten & Loening Verlag Hamburg unter dem Titel Dr. Hans Globke. Aktenauszüge, Dokumente. Herausgegeben von Reinhard-M. Strecker online verfügbar. Sie ist Teil des neuen Dossiers Schreibtischtäter Globke, das die Internetplattform FragDenStaat am 22. Januar 2021 veröffentlichte. Zu dem Dossier zur Nazi-Vergangenheit des Kanzleramtschefs gehört auch die zweibändige Personalakte Globkes aus dem Bestand des Bundesarchivs, die FragDenStaat nach eigener Angabe erstmals öffentlich zugänglich macht. Als weitere Dokumente publiziert das Dossier den „Antrag auf Erlaß einer einstweiligen Verfügung“ von Hans Globke gegen Reinhard Strecker sowie die Klageschrift und weiteren Schriftverkehr.

### „Polen – ein Schauermärchen“ und die Gründung der deutsch-polnischen Schulbuchkommission
Das Buch Polen – ein Schauermärchen oder Gehirnwäsche für Generationen. Geschichtsschreibung und Schulbücher. Beiträge zum Polenbild der Deutschen. Herausgegeben von Günter Berndt und Reinhard Strecker erschien im Jahr 1971, zehn Jahre nach Streckers Globke-Dokumentation von 1961, und sollte sich als Anstoß erweisen, das überwiegend negative Polenbild in deutschen Schulbüchern grundlegend zu verbessern.
Den Impuls zur Erarbeitung dieses Sammelbandes hatte der Mitherausgeber Günter Berndt, seit Oktober 1969 Studienleiter der Evangelischen Akademie Berlin, gegeben, indem er gleich zu Beginn seiner Amtszeit im November 1969 im Rahmen der Polnischen Wochen zu einer Studientagung mit dem Thema „Polen im Unterricht“ in die Akademie einlud, an der auch Reinhard Strecker teilnahm, der durch seine Recherchen der 1960er-Jahre in den Archiven von Warschau über gute Kontakte nach Polen und über profunde Kenntnisse der Geschichte des Landes verfügte. Die Schulbuchtagung der Evangelischen Akademie vom 25. bis 27. November 1969 endete mit der Verabschiedung einer Resolution, in der die Teilnehmer „die sofortige Vorbereitung einer polnisch-deutschen Schulbuchkonferenz zur Ausarbeitung neuer Kriterien für die Behandlung Polens im deutschen Schulbuch“ forderten.
Nach der Tagung vom November 1969 „beschlossen einige Teilnehmer, eine gründlichere Untersuchung zu erarbeiten, statt nur die Protokolle und Ergebnisse der Tagung zu publizieren“ und gründeten einen Arbeitskreis, „der unter dem Namen Arbeitskreis Nachbar Polen bekannt wurde“. „Ein Jahr später, im November 1970, organisierte Berndt eine zweite Konferenz zum Thema ‚Deutschland im polnischen Schulbuch’. An dieser Konferenz nahmen zum ersten Mal polnische Wissenschaftler teil.“ Drei Wochen später, am 7. Dezember 1970, ereignete sich der Kniefall von Warschau, als der deutsche Bundeskanzler Willy Brandt die Stadt besuchte, um dort den Warschauer Vertrag zu unterzeichnen.
Die Unterzeichnung des Vertrags zwischen der Bundesrepublik Deutschland und der Volksrepublik Polen über die Grundlagen der Normalisierung ihrer gegenseitigen Beziehungen am 7. Dezember 1970 „schuf in beiden Ländern günstige politische Rahmenbedingungen und ein positives Klima zum Beginn einer systematischen Zusammenarbeit von Wissenschaftlern, Pädagogen und Schulbuchautoren.“ Seit Beginn des Jahres 1971 ging es in bilateralen Verhandlungen um die Gründung einer Expertenkommission und einer Kommission der Schulbuchverleger. Im August 1971 erschien der rororo-aktuell-Band 1500 Polen – ein Schauermärchen mit einem Umschlagfoto, das Bundeskanzler Willy Brandt „kniend am Ehrenmal für die jüdischen Toten in Warschau“ zeigt, und einem nachdrücklichen Plädoyer für die Einrichtung „ständiger“ deutsch-polnischer Schulbuchkonferenzen. So lautete die Forderung der im Dokumententeil des Bandes veröffentlichten Erklärung zur Tagung der Evangelischen Akademie vom 13.-15. November 1970 zum Thema „Deutschland im polnischen Schulbuch“.
Und tatsächlich wurde, nur ein halbes Jahr nach dem Erscheinen von Polen – ein Schauermärchen, im Februar 1972 die Gemeinsame Deutsch-Polnische Schulbuchkommission „unter dem Dach der UNESCO-Kommissionen beider Länder gegründet“. Die Schulbuchkommission „war ein früher Versuch, nationale Sichtweisen auf die Geschichte zu überwinden, sowohl konfliktbeladene als auch verbindende Elemente der Geschichte zum Thema zu machen und zu einer gemeinsamen Darstellung zu kommen.“ Nach vier Jahren Dialog verabschiedete die Gemeinsame Kommission 1976 schließlich ihre Empfehlungen für die Schulbücher der Geschichte und Geographie in der Bundesrepublik Deutschland und in der Volksrepublik Polen.
Die Gemeinsame Deutsch-Polnische Schulbuchkommission – sie besteht bis heute (Stand: 2021) – würdigte im Jahr 2007 aus Anlass ihres 35-jährigen Bestehens in einer Ausstellung zur Geschichte ihres Zustandekommens den Beitrag von Polen – ein Schauermärchen. Der eine titelgebende Text dieses Sammelbandes von 1971, Polen ein Schauermärchen – Das Polenbild der Deutschen, stammte aus der Feder von Günter Berndt, der andere, Gehirnwäsche für Generationen, aus der von Reinhard Strecker. In diesem umfang- und quellenreichen Beitrag analysiert Strecker die Geschichte der „in Deutschland vorherrschenden Polenfeindschaft“ seit 1772, dem Jahr der ersten, vom König in Preußen maßgeblich beeinflussten Teilung Polens. „Das deutsche Polenbild ist also zweihundert Jahre alt“ – aber es war nicht zweihundert Jahre lang durchgehend negativ. Ganz im Gegenteil gab es in der Zeit des Vormärz, vom polnischen Novemberaufstand 1830 bis zum Polnischen Aufstand in der Provinz Posen von 1848 eine Phase regelrechter Polenbegeisterung unter liberal-demokratischen Freigeistern, wie Strecker anhand vieler Zitate nachweisen kann. Erst der auf das Scheitern der Deutschen Revolution 1848/49 folgende, gegen die Nachbarn rundum gerichtete und zunehmend aggressive Nationalismus in Preußen und später im Deutschen Reich machte jene Schauermärchen salonfähig, die das Polenbild deutscher Schulbücher bis hinein ins Jahr 1971 prägten – als Ergebnis einer Gehirnwäsche für Generationen.

## Schriften
- Dr. Hans Globke. Aktenauszüge, Dokumente. Rütten & Loening, Hamburg 1961, archive.org.[29]
- mit Günter Berndt (Hrsg.): Polen – ein Schauermärchen oder Gehirnwäsche für Generationen. Geschichtsschreibung und Schulbücher. Beiträge zum Polenbild der Deutschen. Reinbek bei Hamburg 1971.
  - darin: Gehirnwäsche für Generationen. S. 16–53.
- Der Nürnberger Kriegsverbrecherprozess im Jahre 1945 und seine „Folgen“. In: Jan Peters (Hrsg.): Nationaler „Sozialismus“ von Rechts. Berlin 1980, S. 69–87.
- Die Bedeutung der Faschismusdiskussion in den 60er Jahren. Ringvorlesung am 4. Mai 1988 mit Wolfgang Lefèvre und Reinhard Strecker. In: Siegward Lönnendonker, Jochen Staadt (Hrsg.): 1968. Vorgeschichte und Konsequenzen. Dokumentation der Ringvorlesung vom Sommersemester 1988 an der Freien Universität Berlin. Online[30]
- mit Jörn Greve: Verdrängen – vergessen. Das Dilemma der Erkenntnistheorie. Ein Beitrag zur Sozialanthropologie des Verleugnens. Der Andere Verlag, Tönning/Lübeck/Marburg 2004, ISBN 978-3-89959-241-2
- Makulierte Vergangenheit. Onlinetext In: Ossietzky, Heft 22, 2005. (Über die Editionen der Kriegsverbrecherprozesse in Nürnberg u. a. ab 1945 und in den nachfolgenden Jahren)

## Mitgliedschaften
Strecker ist Mitglied der Sozialdemokratischen Partei Deutschlands (SPD) und der Internationalen Liga für Menschenrechte. Diese versuchte bereits in den 1950er Jahren, eine kritische öffentliche Reflexion über die nationalsozialistische Vergangenheit anzuregen. Ihre damaligen Mitglieder verstanden die selbstkritische Aufklärung über die nationalsozialistische Diktatur als zentralen Teil eines menschenrechtlichen Engagements.

## Auszeichnungen und Würdigungen
55 Jahre nach der Berliner Ausstellung „Ungesühnte Nazijustiz“ von Ende Februar/Anfang März 1960 begannen offizielle Stellen – staatliche Institutionen und öffentliche Einrichtungen – im Jahr 2015, dem 85. Lebensjahr Streckers, dessen aufklärerisches Wirken seit dem Ende der 1950er-Jahre und zu Beginn der 1960er-Jahre zu würdigen:
- Am 24. August 2015 wurde Reinhard Strecker in Anerkennung um seine Verdienste zur Aufklärung der bundesdeutschen Öffentlichkeit über NS-Verbrechen das Verdienstkreuz am Bande des Verdienstordens der Bundesrepublik Deutschland verliehen.[33] Im Auftrag von Bundespräsident Joachim Gauck überreichte Tim Renner, der Staatssekretär für Kulturelle Angelegenheiten des Landes Berlin, den Orden.[34] Zur Verleihung des Bundesverdienstkreuzes an Strecker erklärte der Bundesminister für Justiz und Verbraucherschutz Heiko Maas: „Mit seiner legendären Ausstellung ‚Ungesühnte Nazijustiz’ hat Reinhard Strecker 1959 in privater Initiative das getan, was die westdeutsche Nachkriegsjustiz viel zu lange versäumt hat: die Täter in den eigenen Reihen zu ermitteln und anzuklagen.“[35]
- Im Bundesministerium der Justiz und für Verbraucherschutz fand am 7. Oktober 2015 im Gustav-Heinemann-Saal die Veranstaltung zu Ehren von Reinhard Strecker – Pionier der kritischen Vergangenheitspolitik statt. Anlässlich seines 85. Geburtstags richtete die Landeszentrale für politische Bildungsarbeit Berlin in Kooperation mit dem Forum Justizgeschichte und dem Zentrum für Antisemitismusforschung der TU Berlin (ZfA) diese gemeinsame Veranstaltung aus.[36] Zwei Historiker, die zur Geschichte der Ausstellung „Ungesühnte Nazijustiz“ geforscht und publiziert hatten, nahmen an der Ehrung teil: Stephan Alexander Glienke hielt den Festvortrag und Michael Kohlstruck leitete ein Podiumsgespräch mit Strecker.[37]
- Am Sonntag, dem 27. November 2016, erhielt Strecker bei einem Festakt im Forum des Gustav-Lübcke-Museums in Hamm den Arnold-Freymuth-Preis 2016 der Arnold-Freymuth-Gesellschaft.[38] Der namengebende Dr. Arnold Freymuth war 1911 bis 1918 Oberlandesgerichtsrat in Hamm, seit 1921 Richter, von 1923 bis 1925 Senatspräsident am Kammergericht Berlin und in dieser Funktion explizit republikanisch engagiert. 1926 nach einem öffentlichen Konflikt mit der Exekutive „Staatsentlassung mit Ruhegehalt“[39], seither Schriftsteller in Berlin, floh Freymuth 1933 vor der neuen nationalsozialistischen Reichsregierung ins Exil nach Frankreich, wo er sich im Juli 1933 in Paris das Leben nahm. Die Laudatio auf Reinhard Strecker zur Verleihung des Arnold-Freymuth-Preises 2016 hielt der Historiker Michael Kohlstruck.[40]
- Die Veranstaltung Der „Generalplan Ost“ der Nationalsozialisten aus Anlass des 75. Jahrestages des Generalplans Ost im Auswärtigen Amt der Bundesrepublik Deutschland am 28. September 2017 verbanden die Gedenkstätte und das Museum Sachsenhausen sowie die Stiftung Topographie des Terrors gemeinsam mit dem Auswärtigen Amt der Bundesrepublik Deutschland mit einer Laudatio und einem Empfang zu Ehren von Strecker. Die Laudatio zu Ehren von Herrn Reinhard Strecker hielt Günter Morsch.[41]
- Am 5. April 2019 empfing der Berliner Senator für Justiz, Verbraucherschutz und Antidiskriminierung, Dr. Dirk Behrendt (Bündnis 90/Die Grünen), Strecker persönlich, um sich offiziell „für die Anfeindungen durch meinen Vorgänger Valentin Kielinger“ zu entschuldigen.[42] Valentin Kielinger (CDU) war von 1947 bis 1963 erst Stadtrat für Justiz und seit 1951 Justizsenator des Landes Berlin und hatte 1960 in dieser Funktion die Ausstellung „Ungesühnte Nazijustiz“ zu verhindern getrachtet und Strecker verunglimpft.
- Den 60. Jahrestag der Ausstellung in Karlsruhe nahm die Berliner SPD im Herbst 2019 zum Anlass, Reinhard Strecker mit der Ehrenurkunde des SPD Landesverbands Berlin zu würdigen. In dessen Namen dankte der Landesvorsitzende Michael Müller am 26. Oktober 2019 Reinhard Strecker „für sein besonderes Engagement als Initiator der historischen Ausstellung ‚Ungesühnte Nazijustiz‘“.[43]
- Am 27. November 2019 würdigte die Stadt Karlsruhe das 60. Jubiläum der Premiere der Ausstellung im November 1959 mit der Veranstaltung Ausstellung „Ungesühnte Nazijustiz“ vor 60 Jahren in Karlsruhe und einem Vortrag von Stephan Alexander Glienke im Beisein von Oberbürgermeister Frank Mentrup im Stephanssal.[44]
- Den 60. Jahrestag der Berliner Ausstellung vom Februar 1960 würdigte das Museum Charlottenburg-Wilmersdorf in der Villa Oppenheim am 19. Februar 2020 mit einer Veranstaltung zu Ehren und im Beisein Streckers und dem Vortrag „Ungesühnte Nazijustiz“. Geschichten einer Ausstellung von Michael Kohlstruck.[45]
- Aus Anlass ihres 60. Jahrestags widmete der Mitgliederrundbrief des Vereins Aktives Museum Faschismus und Widerstand am 10. August 2020 der Ausstellung „Ungesühnte Nazijustiz“ 1960 in Berlin eine Titelgeschichte mit der Überschrift Im Spannungsverhältnis von Aufarbeitung und Kaltem Krieg und einem Titelfoto, das den damals 29-jährigen Reinhard Strecker vor dem Plakat der Ausstellung zeigt. Die Titelgeschichte ist aus der Feder von Stephan A. Glienke.[46]
- Aus Anlass des 80. Jahrestags der Eroberung Berlins am 2. Mai 1945, an der Einheiten der 1. Polnische Armee beteiligt waren, verlieh das Amt für Veteranen und Opfer politischer Repressionen am 2. Mai 2025 die Medaille Pro Patria an Reinhard Strecker. Dessen Tochter Rachel nahm an seiner statt diese staatliche Auszeichnung in den Räumen des Berliner Pilecki-Instituts am Pariser Platz entgegen. Mit der Medaille Pro Patria ehrt die Republik Polen „sowohl polnische als auch deutsche Bürger, die sich mit außergewöhnlichem Engagement für das Gedenken an polnische Soldaten und den polnisch-deutschen Dialog einsetzen“.[47]

## Film
- Christoph Weber: Akte D (1/3) – Das Versagen der Nachkriegsjustiz. Dokumentation, 2014, 45 Min. Mitwirkung von Norbert Frei (Senderkommentar bei Phoenix.de vom Nov. 2016) https://www.youtube.com/watch?v=Xulim0aJqps